# Supercopa Russa de Voleibol Masculino de 2011
A Supercopa Russa de Voleibol Masculino de 2011 foi a 4.ª edição deste torneio organizado anualmente pela Federação Russa de Voleibol (em russo:  Всероссийская федерация волейбола, VFV). A competição ocorreu na cidade de Cazã e participaram do torneio a equipe campeã da Superliga Russa de 2010-11 e a campeã da Copa da Rússia de 2010.
O Zenit Kazan se sagrou campeão pela segunda vez da competição ao derrotar o Lokomotiv Novosibirsk por 3 sets a 0.

## Formato da disputa
O torneio foi disputado em partida única.

## Equipes participantes
| Equipe                | Cidade      | Qualificação                          | Última participação |
| --------------------- | ----------- | ------------------------------------- | ------------------- |
| Zenit Kazan           | Cazã        | Campeão da Superliga Russa de 2010-11 | 2010                |
| Lokomotiv Novosibirsk | Novosibirsk | Campeão da Copa da Rússia de 2010     | Estreante           |

## Resultado
| Data   | Hora |                       | Placar |             | Set 1 | Set 2 | Set 3 | Set 4 | Set 5 | Total | Relatório |
| ------ | ---- | --------------------- | ------ | ----------- | ----- | ----- | ----- | ----- | ----- | ----- | --------- |
| 28 set |      | Lokomotiv Novosibirsk | 0–3    | Zenit Kazan | 23–25 | 27–29 | 21–25 |       |       | 71–79 | Resultado |

## Premiação
| Supercopa Russa de 2011         |
| ------------------------------- |
| Zenit Kazan Campeão (2° título) |